# Campionati europei di atletica leggera indoor 2015 - 400 metri piani maschili
La specialità dei 400 metri piani maschili ai campionati europei di atletica leggera indoor di Praga 2015 si è svolta alla O2 Arena di Praga, nella Repubblica Ceca, il  6 e 7 marzo 2015.

## Risultati

### Batterie
I primi quattro atleti classificati in ogni gruppo (Q) e quelli che hanno ottenuto i successivi quattro migliori tempi (q) si sono qualificati in semifinale.
| Cass. | Gruppo | Atleta                    | Nanazione     | Tempo | Note |
| ----- | ------ | ------------------------- | ------------- | ----- | ---- |
| 1     | 4      | Donald Blair-Sanford      | Israele       | 46.81 | Q    |
| 2     | 4      | Rafał Omelko              | Polonia       | 46.95 | Q    |
| 3     | 4      | Luka Janežič              | Slovenia      | 46.98 | q    |
| 4     | 6      | Dara Kervick              | Irlanda       | 47.03 | Q    |
| 5     | 5      | Jan Tesař                 | Rep. Ceca     | 47.09 | Q    |
| 6     | 6      | Łukasz Krawczuk           | Polonia       | 47.14 | Q    |
| 7     | 6      | Vitaliy Butrym            | Ucraina       | 47.15 | q    |
| 8     | 3      | Pavel Maslák              | Rep. Ceca     | 47.23 | Q    |
| 9     | 1      | Karol Zalewski            | Polonia       | 47.24 | Q    |
| 10    | 4      | Samuel García             | Spagna        | 47.26 | q    |
| 11    | 5      | Matteo Galvan             | Italia        | 47.31 | Q    |
| 12    | 3      | Dylan Borlée              | Belgio        | 47.36 | Q    |
| 13    | 1      | Aliaksandr Linnik         | Bielorussia   | 47.40 | Q,   |
| 14    | 1      | Jarryd Dunn               | Gran Bretagna | 47.47 | q    |
| 14    | 2      | Yavuz Can                 | Turchia       | 47.47 | Q    |
| 16    | 5      | Bjorn Blauwhof            | Paesi Bassi   | 47.52 | q    |
| 17    | 3      | Yevhen Hutsol             | Ucraina       | 47.55 | q    |
| 18    | 2      | Patrik Šorm               | Rep. Ceca     | 47.56 | Q    |
| 19    | 1      | Terrence Agard            | Paesi Bassi   | 47.59 |      |
| 20    | 2      | Lee-Marvin Bonevacia      | Paesi Bassi   | 47.62 |      |
| 21    | 2      | Pau Fradera               | Spagna        | 47.63 |      |
| 22    | 1      | Nick Ekelund-Arenander    | Danimarca     | 47.69 |      |
| 23    | 4      | Marek Niit                | Estonia       | 47.79 |      |
| 24    | 3      | Erik Martinsson           | Svezia        | 48.09 |      |
| 25    | 2      | Trausti Stefánsson        | Islanda       | 48.28 |      |
| 26    | 5      | Vincent Karger            | Lussemburgo   | 48.37 |      |
| 27    | 3      | Benjamin Lobo Vedel       | Danimarca     | 48.44 |      |
| 28    | 6      | Mehmet Güzel              | Turchia       | 48.55 |      |
| 29    | 6      | Alexander Gladitz         | Germania      | 48.73 |      |
| 30    | 6      | Jānis Baltušs             | Lettonia      | 48.82 |      |
| 31    | 2      | Denis Danac               | Slovacchia    | 48.96 |      |
| 32    | 4      | Kolbeinn Hödur Gunnarsson | Islanda       | 49.21 |      |
| -     | 5      | Miloš Raović              | Serbia        | dnf   |      |

### Semifinali
I primi due atleti classificati in ogni gruppo (Q) si sono qualificati in finale.
| Class | Gruppo | Atleta               | Nazione       | Tempo | Note             |
| ----- | ------ | -------------------- | ------------- | ----- | ---------------- |
| 1     | 2      | Pavel Maslák         | Rep. Ceca     | 46.46 | Q                |
| 2     | 2      | Łukasz Krawczuk      | Polonia       | 46.71 | Q                |
| 3     | 1      | Dylan Borlée         | Belgio        | 46.72 | Q,               |
| 4     | 2      | Aliaksandr Linnik    | Bielorussia   | 46.78 | Record nazionale |
| 5     | 1      | Matteo Galvan        | Italia        | 46.82 | Q                |
| 6     | 1      | Karol Zalewski       | Polonia       | 46.84 |                  |
| 7     | 2      | Dara Kervick         | Irlanda       | 46.96 |                  |
| 8     | 1      | Jan Tesař            | Rep. Ceca     | 47.11 |                  |
| 9     | 1      | Jarryd Dunn          | Gran Bretagna | 47.29 |                  |
| 10    | 3      | Rafał Omelko         | Polonia       | 47.52 | Q                |
| 11    | 3      | Yevhen Hutsol        | Ucraina       | 47.65 | Q                |
| 12    | 3      | Patrik Šorm          | Rep. Ceca     | 47.70 |                  |
| 13    | 3      | Yavuz Can            | Turchia       | 47.81 |                  |
| 14    | 1      | Samuel García        | Spagna        | 47.95 |                  |
| 15    | 2      | Vitaliy Butrym       | Ucraina       | 48.09 |                  |
| 16    | 2      | Bjorn Blauwhof       | Paesi Bassi   | 48.38 |                  |
| -     | 3      | Donald Blair-Sanford | Israele       | dq    | R163.2           |
| -     | 3      | Luka Janežič         | Slovenia      | dns   |                  |

### Finale

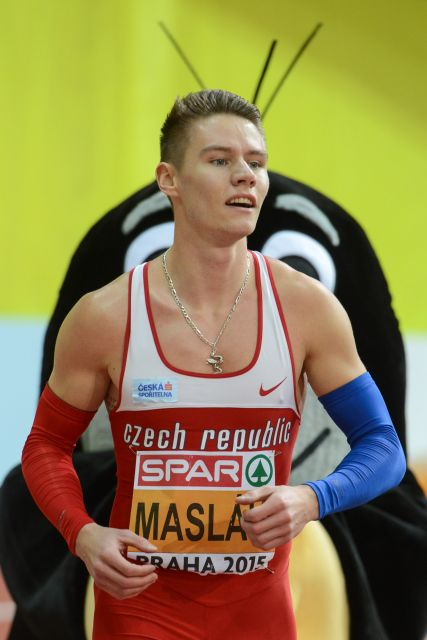
Pavel Maslák.

| Class.  | Corsia | Atleta          | Nazione   | Tempo | Note                          |
| ------- | ------ | --------------- | --------- | ----- | ----------------------------- |
| Oro     | 5      | Pavel Maslák    | Rep. Ceca | 45.33 | Record dei campionati         |
| Argento | 6      | Dylan Borlée    | Belgio    | 46.25 | Miglior prestazione personale |
| Bronzo  | 4      | Rafał Omelko    | Polonia   | 46.26 | Miglior prestazione personale |
| 4       | 3      | Łukasz Krawczuk | Polonia   | 46.31 | Miglior prestazione personale |
| 5       | 1      | Yevhen Hutsol   | Ucraina   | 46.73 |                               |
| 6       | 2      | Matteo Galvan   | Italia    | 46.87 |                               |